# ادرایا ۱۴۳

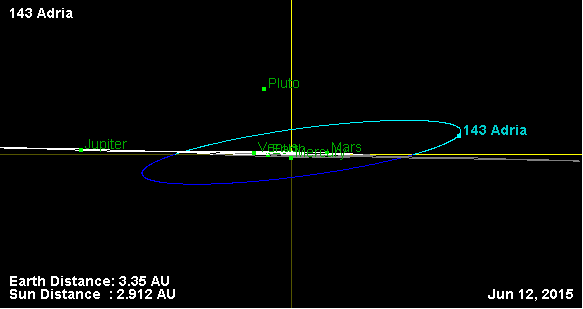
مدار سیارک 143

سیارک ۱۴۳ (به انگلیسی: 143 Adria) صد و چهل و سومین سیارک کشف شده‌است که در ۲۳ فوریه ۱۸۷۵ کشف شد.
قدر مطلق سیارک برابر ۹٫۱۲ است.